# Makov (Jistebnice)
Makov (německy Makow) je malá vesnice, část města Jistebnice v okrese Tábor v Jihočeském kraji. Nachází se asi 3,5 kilometru jižně od Jistebnice. Makov leží v katastrálním území Makov u Jistebnice o rozloze 5,75 km². V katastrálním území Makov u Jistebnice leží i Hůrka a Třemešná.

## Historie
První písemná zmínka o vesnici pochází z roku 1353.

## Obyvatelstvo
| Rok            | 1869 | 1880 | 1890 | 1900 | 1910 | 1921 | 1930 | 1950 | 1961 | 1970 | 1980 | 1991 | 2001 | 2011 | 2021 |
| -------------- | ---- | ---- | ---- | ---- | ---- | ---- | ---- | ---- | ---- | ---- | ---- | ---- | ---- | ---- | ---- |
| Počet obyvatel | 236  | 236  | 210  | 194  | 190  | 192  | 166  | 122  | 111  | 100  | 119  | 106  | 95   | 97   | 99   |
| Počet domů     | 28   | 29   | 31   | 32   | 33   | 31   | 31   | 30   | 102  | 26   | 29   | 35   | 36   | 37   | 41   |

## Obecní správa
Při sčítání lidu v letech 1850–1929 Makov byl osadou obce Padařov v okrese Tábor. V letech 1930–1980 byl samostatnou obcí v okrese Tábor. Od 1. července 1980 je částí města Jistebnice v okrese Tábor. V letech 1961–1980 k obci patřily Hůrka, Padařov, Jistebnice a Vlásenice.

## Pamětihodnosti
- Návesní kaple

## Osobnosti
- Jan Vítězslav Dušek (1891–1966), sochař a medailér

## Galerie

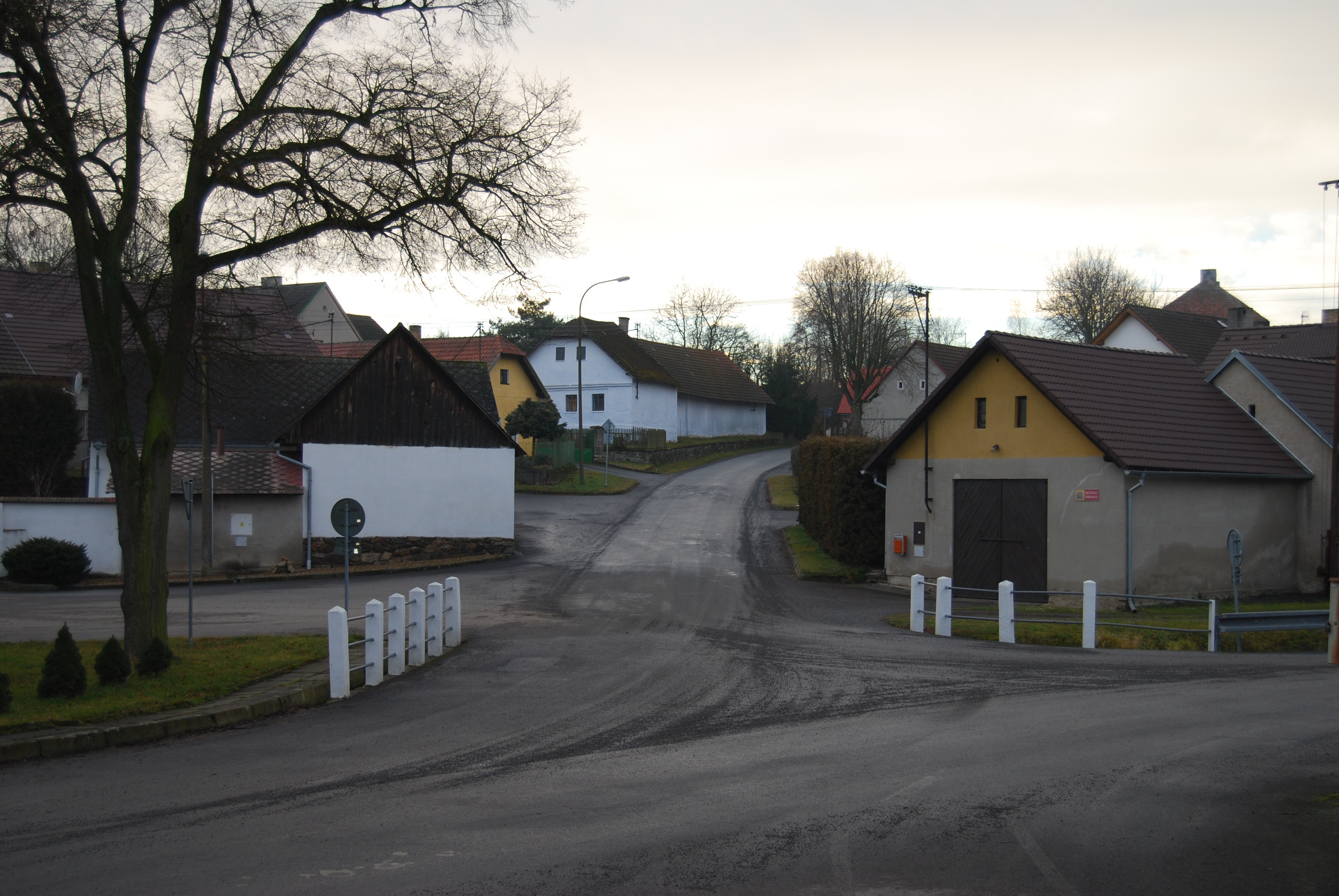
Pohled na část vesnice
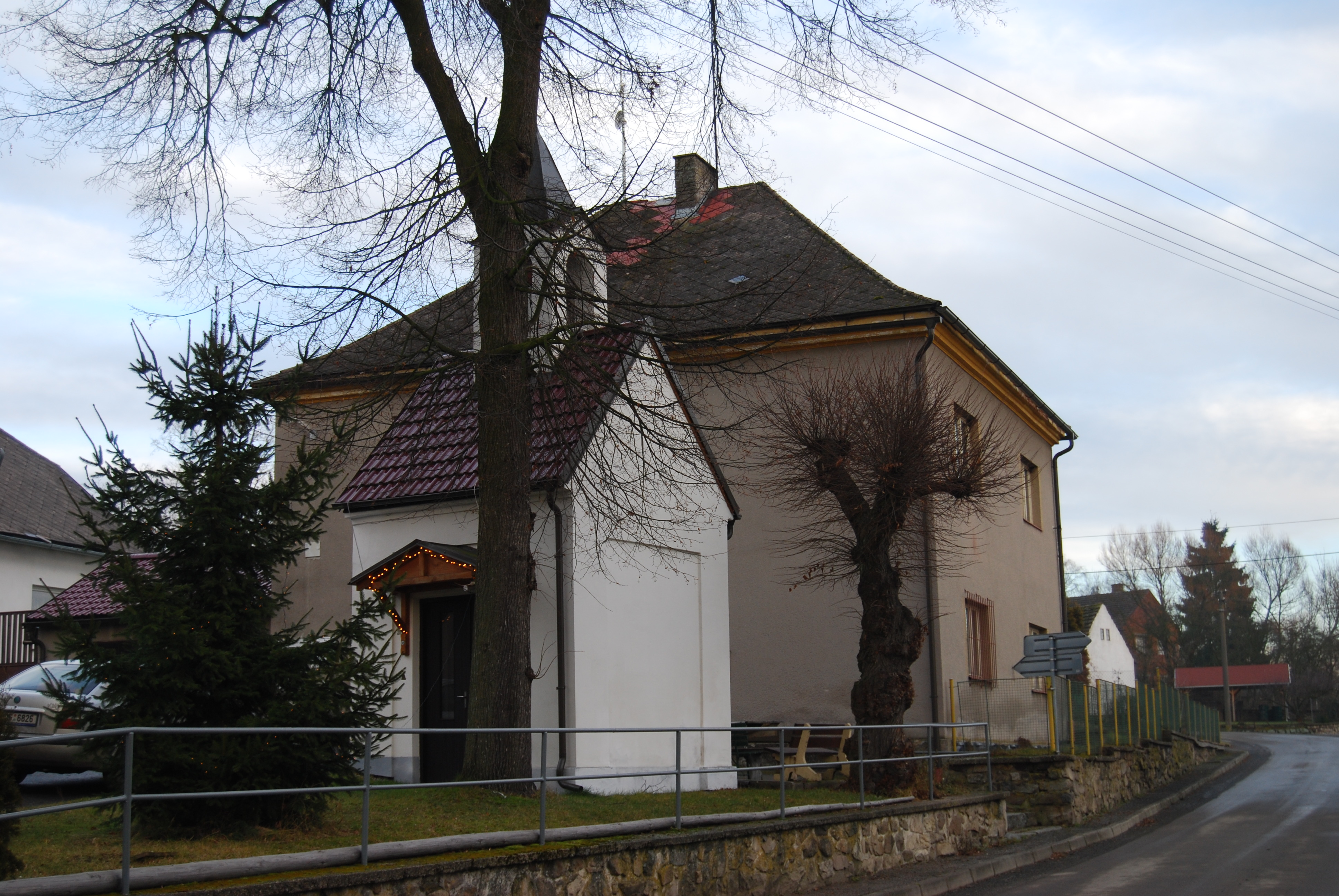
Kaple
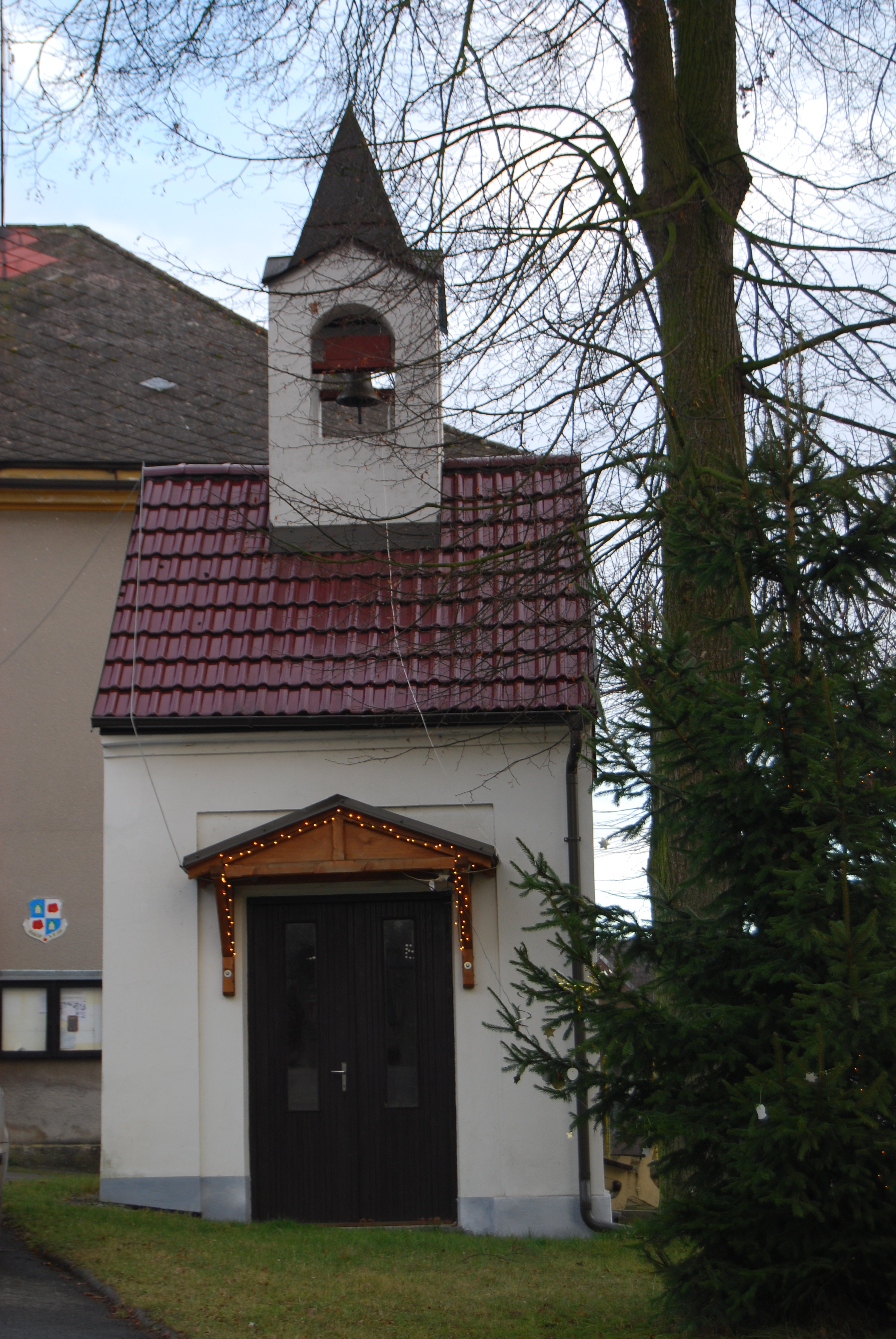
Detail kaple